# Shinigami no Ballad
Shinigami no Ballad (しにがみのバラッド) é uma série de light novel escrita por Hasegawa K-ske, com ilustrações de Nanakusa. É publicada desde Junho de 2003 pela Media Works sob o selo Dengeki Bunko. Recebeu adaptações para radionovela, anime, dorama, e mangá.
A série mostra, de forma não linear, a shinigami Momo e seu companheiro Daniel - um gato alado e falante, interferindo e ajudando o mundo dos humanos.